# دان باريت
دان باريت (بالإنجليزية: Dan Barrett)‏ هو عازف جاز أمريكي، ولد في 14 ديسمبر 1955 في باسادينا في الولايات المتحدة.

## وصلات خارجية
- دان باريت على موقع ميوزك برينز (الإنجليزية)
- دان باريت على موقع أول ميوزيك (الإنجليزية)
- دان باريت على موقع ديسكوغز (الإنجليزية)